# Wakulla megye
Wakulla megye az Amerikai Egyesült Államokban, azon belül Florida államban található. Megyeszékhelye Crawfordville, legnagyobb városa Sopchoppy. Lakosainak száma 33 764 fő (2020. április 1.). Wakulla megye Leon, Liberty, Franklin és Jefferson megyékkel határos.

## Népesség
A megye népességének változása:
| Lakosok száma | 30 850 | 30 952 | 30 836 | 31 022 | 31 535 | 33 764 |
|               | 2010   | 2011   | 2012   | 2013   | 2015   | 2020   |